# Ewa ewa
Ewa ewa is een lied van de Nederlandse rapper Chivv in samenwerking met de producer Diquenza. Het werd in 2019 als single uitgebracht en stond in hetzelfde jaar als vijftiende track op het album 2 borden, 1 tafel van Chivv. 

## Achtergrond
Ewa ewa is geschreven door Chyvon Pala en Delaney Alberto en geproduceerd door Diquenza. Het is een nummer uit het genre nederhop. Het lied is een clubnummer met veel herhaling en weinig diepte. Het lied werd op single uitgebracht met Expose the game op de B-kant. Dit lied, een samenwerking met Tabitha, is een kritieklied op de rapscene. De kritiek bestaat vooral dat enkel "leuke" nummers worden gedraaid, en rapnummers waarin diepere teksten zitten niet. In de videoclip van Ewa ewa zijn beide nummers samengevoegd. Het clip begint met een dansende Chivv en Lena Semanova. Semanova is bekend geworden door televisieprogramma Ex on the Beach en wordt ook benoemd in het lied. Vervolgens stopt Ewa ewa en begint een sombere kant van de muziekvideo, waarin de studio wordt afgebouwd. In de clip is daarnaast ook een vastgebonden look-a-like van de rapper Armoo te zien, welke voor Chivv de toenmalige rapscene belichaamde.
De video ging viraal op YouTube. Opvallend hieraan is dat Ewa ewa, de track die juist werd gemaakt als voorbeeld van de rapscene en waar Chivv eigenlijk mee kritiek leverde en de scene belachelijk maakte, een grotere hit werd dan Expose the game. Chivv vertelde in een interview dat hij Ewa ewa eerst maakte om een voorbeeld te maken en de aandacht te trekken, om vervolgens in Expose the game op het lied ervoor en de hele scene te reflecteren. De single heeft in Nederland de platina status.

## Hitnoteringen
De artiesten hadden succes met het lied in de hitlijsten van het Nederlands taalgebied. Het piekte op de eerste plaats van de Single Top 100 en stond één week op deze plek. In totaal was het zestien weken in deze hitlijst te vinden. In de Nederlandse Top 40 kwam het tot de 22e positie in de drie weken dat het in de lijst stond. In de Vlaamse Ultratop 50 was er geen notering. Het kwam hier tot de twintigste plaats van de Ultratip 100.